# Герб Турку-Пори
Герб Турку-Пори — официальный символ Турку-Пори — губернии в составе Швеции (1646—1811), Российской империи (1811—1917) и Финляндии (1917—1997). Фактически герб используется с 1634 года. Официального утверждения ни от шведских королей, ни от российских императоров не имел.

## Описание
Щит пересечённый острием. Верхняя часть рассечена: в правой, червлёной её части, золотой коронованный шлем за которым, два золотых рыцарских копья, со шведскими флагами. В левой, пересечённой лазурью и золотом, части, идущий коронованный медведь, вооружённый мечом, переменных металла и финифти, сопровождаемый во главе, двумя серебряными звёздами. В нижней, лазуревой части щита, серебряный северный олень. Щит увенчан золотой короной.

Вариант 1890 года

На флагах в гербовнике П. П. Винклера изображены месяц и крест, хотя должны быть два шведских флага.

## История
Або-Бьёрнеборгская губерния располагалась в юго-западной части Финляндии и включала Аландские острова.
Губерния носила название двух главнейших своих городов — центра Южной Финляндии Або и центра Северной Финляндии Бьёрнеборга; и занимала территорию трёх исторических провинций — Аландии (Аландские острова с городом Мариегамн), Коренной (Южной) Финляндии (южная часть материкового района губернии с городом Або) и значительную часть Верхней Сатакунты (северная часть континентального района губернии с городом Бьёрнеборг).
Герб губернии представлял собой соединение трёх гербов старых провинций — Коренной Финляндии, Сатакунты и Аландии, две из которых были герцогствами, и поэтому имел герцогскую корону.

### I. Коренная Финляндия
На первой известной печати Коренной Финляндии, встречающейся на документе, датированном 29 мая 1326 года, была изображена сидящая на престоле Пресвятая Дева с Младенцем в готическом здании. Современный герб Коренной Финляндии появился в 1557 году, как составная часть первого герба герцога Иоанна Финляндского, хотя первоначально он обозначал не собственно Коренную Финляндию, а Южную Финляндию, которая включала, кроме Коренной Финляндии, ещё Аландию и часть Нюландии. Постепенно этот герб стал идентифицироваться как герб только Коренной Финляндии — главной части Южной Финляндии. В книге Ранкена и Пиринена приводится следующее его описание и изображение:

В червлёном поле открытый, коронованный золотой шлем с решетинами. Позади его два на крест поставленных золотых копья. На обоих копьях прикреплены синепольные с двумя косицами флаги, разделённые золотого цвета крестами на четыре части.
Элементы герба Коренной Финляндии указывают на то, что эти земли были колыбелью шведского рыцарства в Финляндии: шлем и копья со шведскими флагами, несомненно, представляют Абоский замок — военный и административный центр юго-западной, а затем и всей Шведской Финляндии; шлем свидетельствует также о важности рыцарства и дворянства, установившейся в Средние века. Шведский флаг (на синем поле золотой крест) возник в 1521 году, по мотивам датского флага, при этом сочетание золотого креста и синего поля вероятно взято из герба Швеции. Государственный флаг Швеции имеет прямоугольную форму, а косицы флагов в гербе Коренной Финляндии указывают на то, что это военные флаги.

### II. Сатакунта
В Шведском государственном архиве хранится печать Сатакунты на документе, датированном 17 апреля 1419 года, на которой помещён Святой Олав в короне и с секирой в правой руке, сидящий на престоле в готическом здании. Герб Сатакунты появился в 1557 году в гербе, созданном для герцога Иоанна Финляндского. Однако вплоть до XIX столетия он рассматривался как герб Северной Финляндии. Превращение герба Северной Финляндии в герб Сатакунты произошло, видимо, лишь тогда, когда во второй половине XIX столетия коронный фогт Сатакунты (в то время — название одного из уездов Або-Бьёрнеборгской губернии) взял в печать этот герб.
В описании 1557 года цвет медведя и корона на его голове не указывались, однако, медведь в XVI столетии, как правило, а с XVII века постоянно изображался чёрным и коронованным герцогской короной. До конца XIX столетия медведь держал меч чаще не в обеих, как в первые годы, а только в одной лапе. Хотя в грамоте 1557 года число зубцов у звёзд указано точно (семь), последняя изображалась таковой крайне редко; до конца XIX столетия она практически всегда шестиконечная. Сочетание лазури и золота щита, видимо, заимствовано из Швеции, где оно является национальным.
Описание герба Сатакунты по Ранкену и Пиринену гласило:

В пересечённом щите, верхнее поле которого лазуревого, а нижнее — золотого цвета, стоящий коронованный чёрный медведь, который держит обеими лапами золотой меч. В верхнем поле медведя сопровождают с двух сторон семизубцовые серебряные звёзды.

### III. Аландия
Аландия — наиболее шведская провинция Финляндии.
На печати Аландии, впервые встречающейся на документе от 29 мая 1326 года, также как и на печати Сатакунты, был изображён Святой Олав, сидящий на престоле, и державший в правой руке державу с крестом, а в левой боевую секиру, слева его правую руку сопровождали вверху шестиконечная звезда и внизу пятилепестковый цветок. Возможно, появление Святого Олава объясняется тем, что аландцы оказали военную поддержку Олаву, возвращавшемуся из Новгорода в Норвегию в 1029 году. Аландия вошла в 1556 году в составе Южной Финляндии в удел Иоанна Финляндского и, поэтому, собственного герба тогда не обрела. В 1569 году Аландские острова были выделены во фьёф вдове короля Густава I Екатерине Стенбок. Тогда же Аландия получила первый герб, в котором были изображены в лазуревом поле две косули или дикие козы. Возможно косули были заимствованы из родового герба Стенбоков.
В конце XVI — начале XVII века герб Аландии был изменён: вместо двух косуль в герб стал изображаться один олень. Иногда олень был в ошейнике.
Описание герба Аландии из книги Ранкена и Пиринена:

В лазуревом поле золотой олень, который проходит с левой передней ноги и у которого копыта натурального цвета, а на шее украшенный драгоценными камнями ошейник.

## Галерея

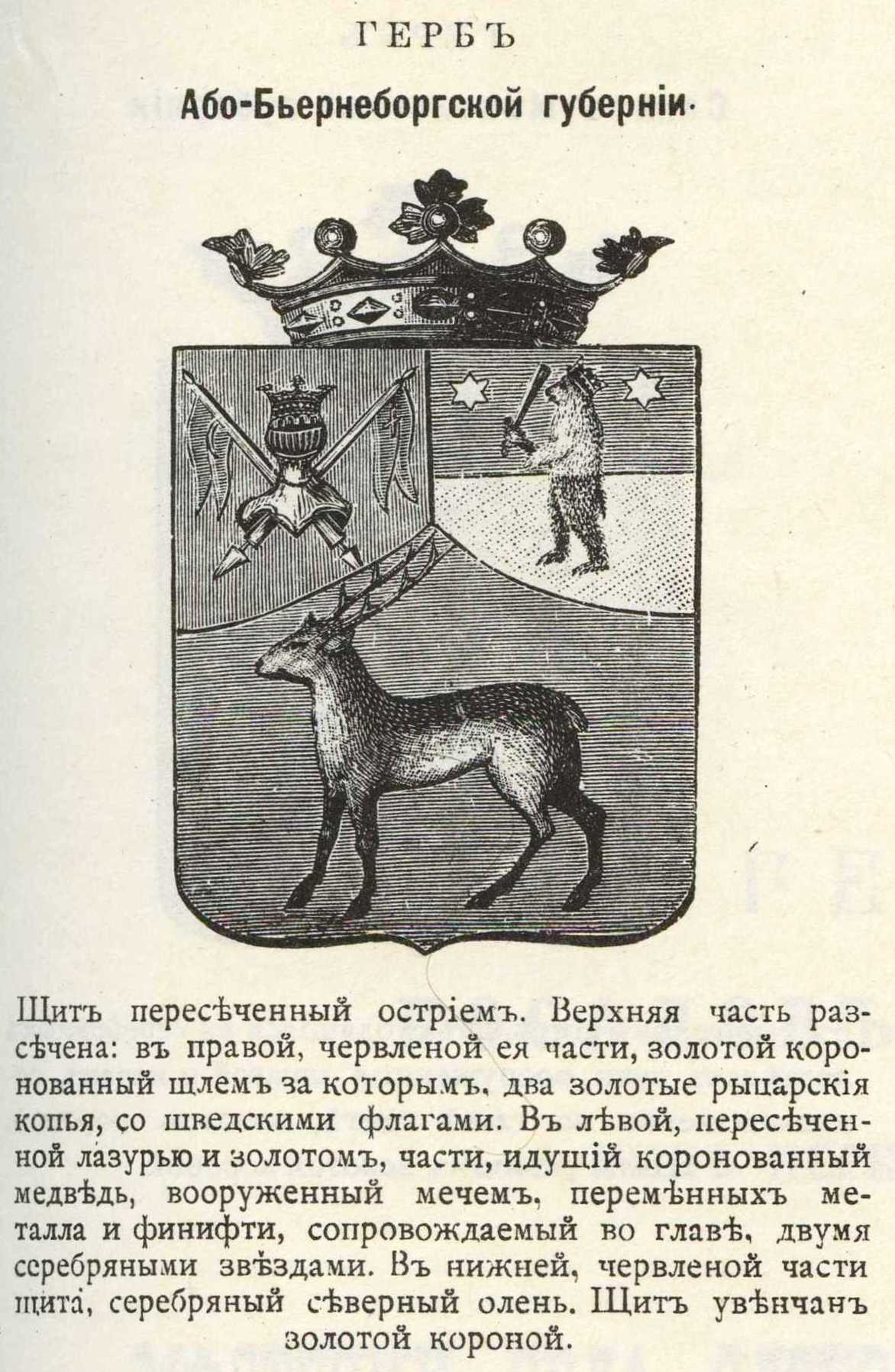
Герб губернии из гербовника П. П. Винклера (1900)
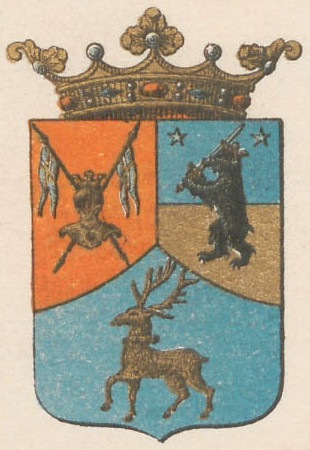
Герб губернии с карты И. Дж. Ингберга[фин.] (1890)
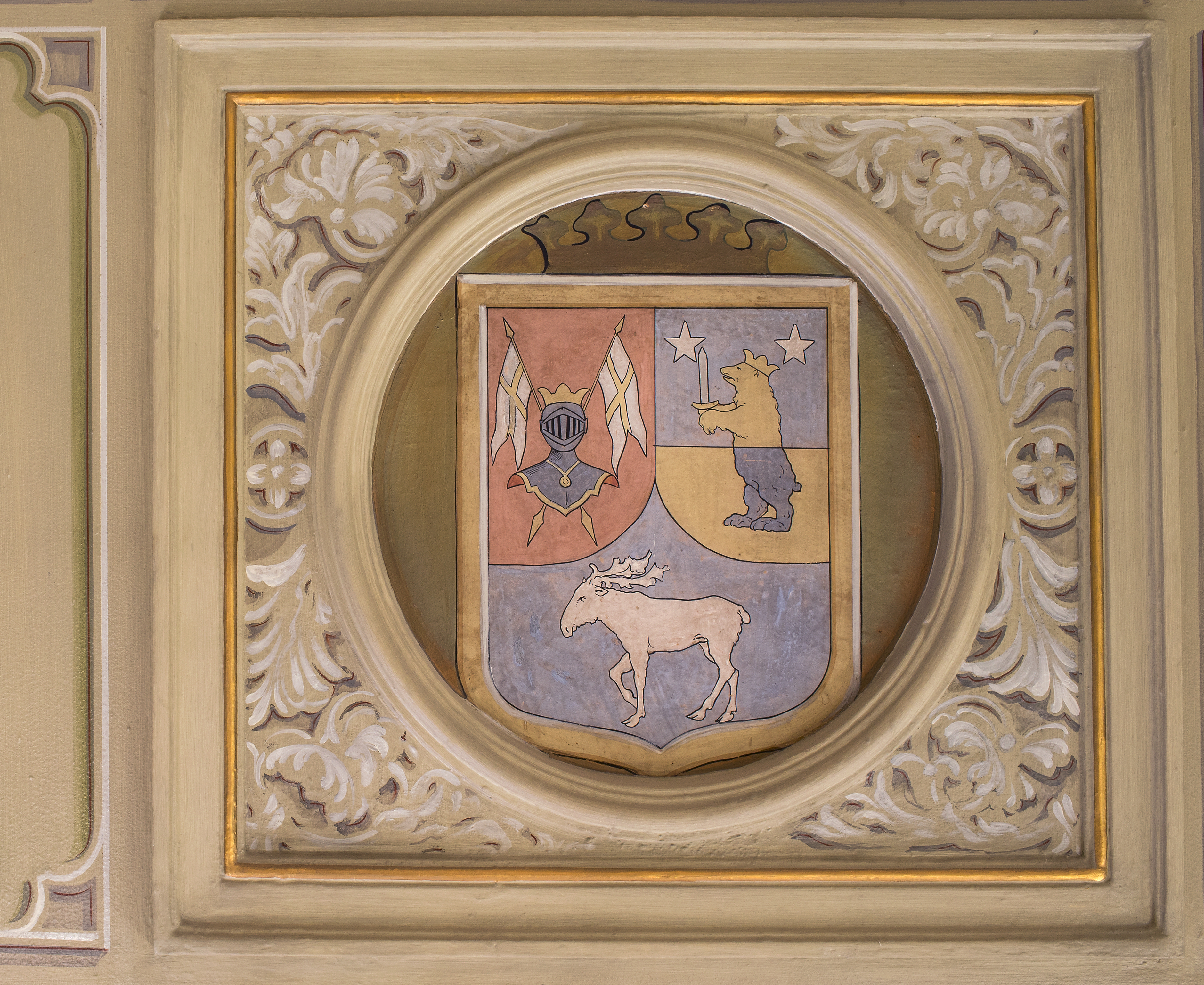
Герб, написанный Л. Й. Келлстремом для резиденции Финляндского генерал-губернатора (1844)
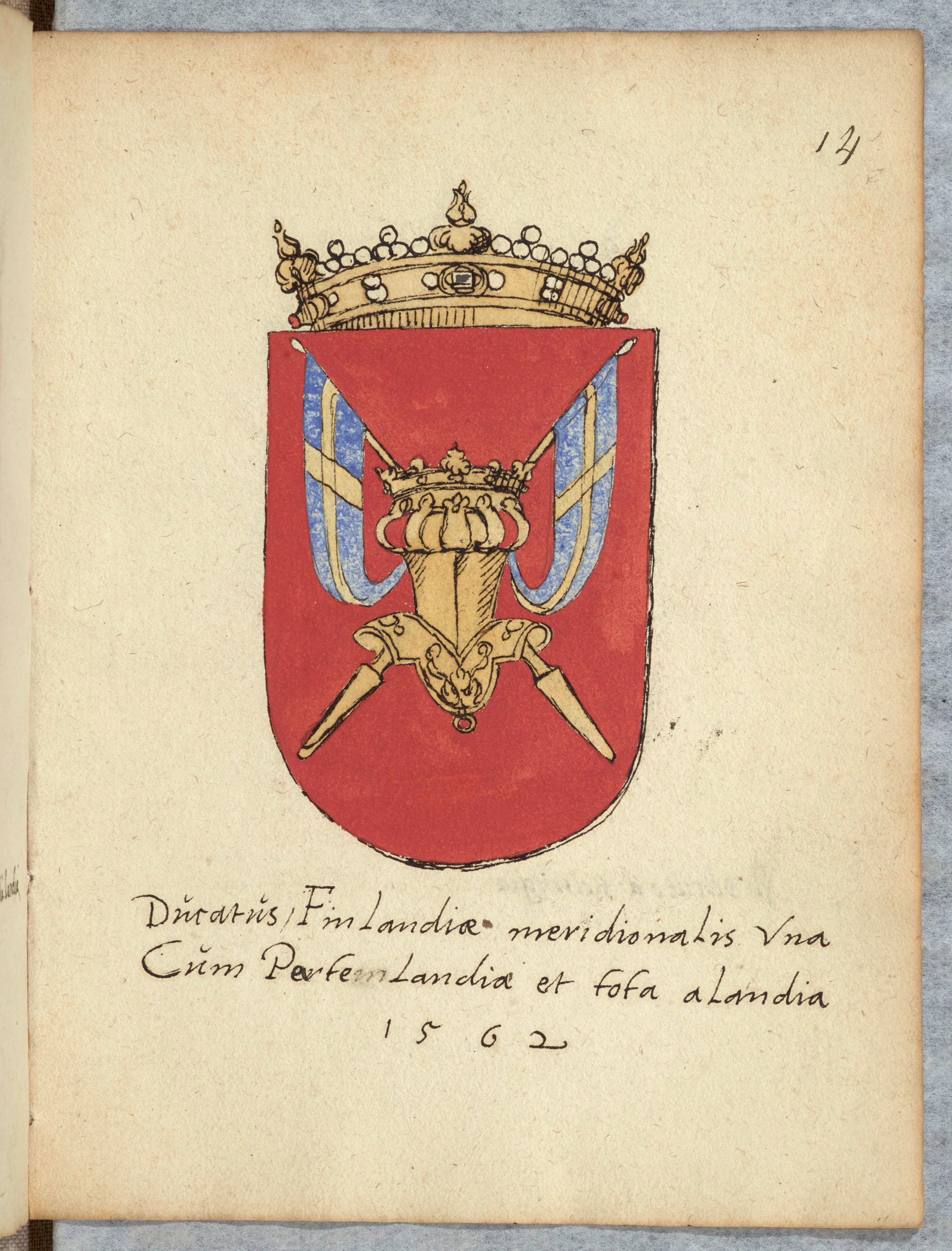
Герб Южной Финляндии из «Шведского гербовника» (Armorial suédois) (1562)
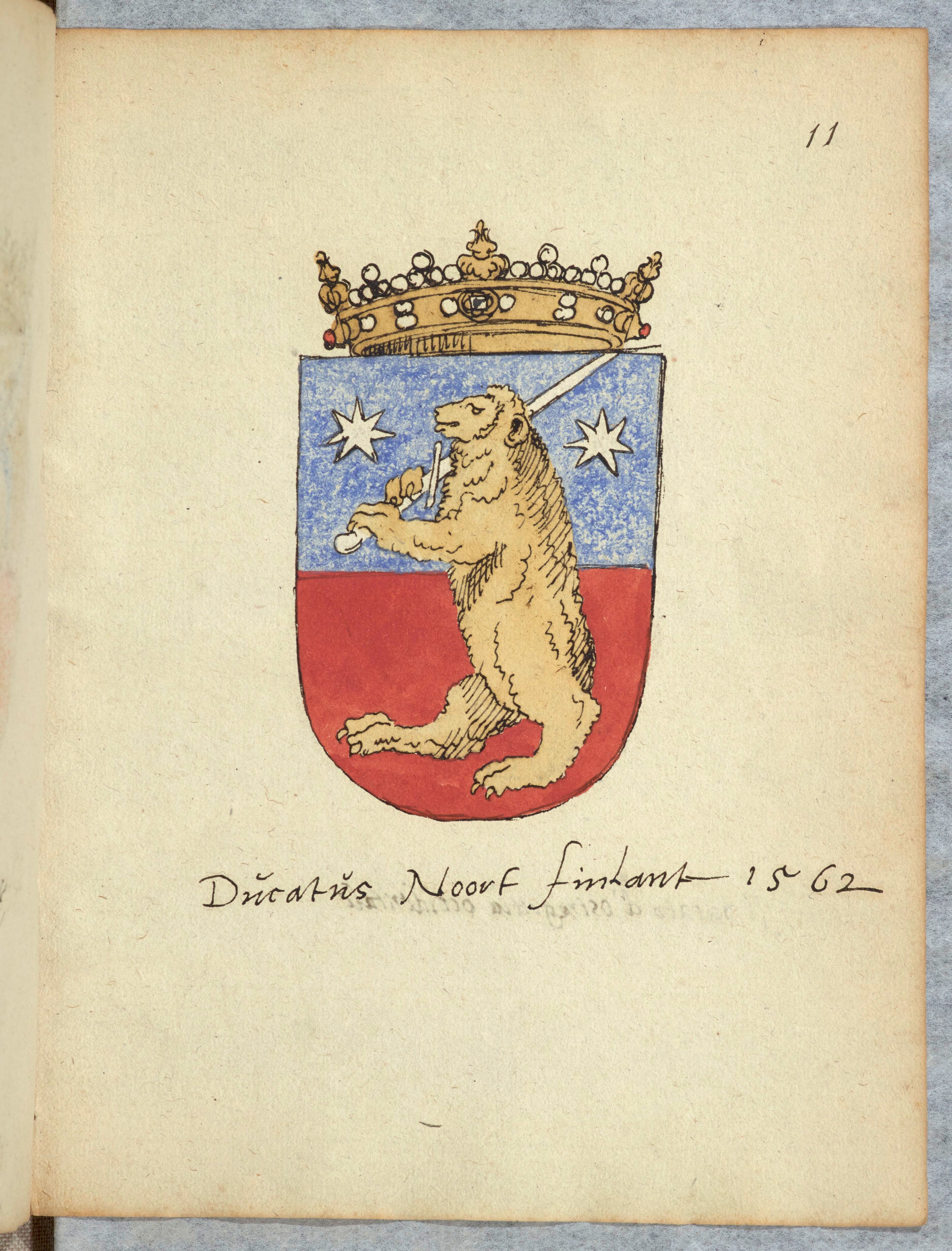
Герб Сатакунты из «Шведского гербовника» (Armorial suédois) (1562)
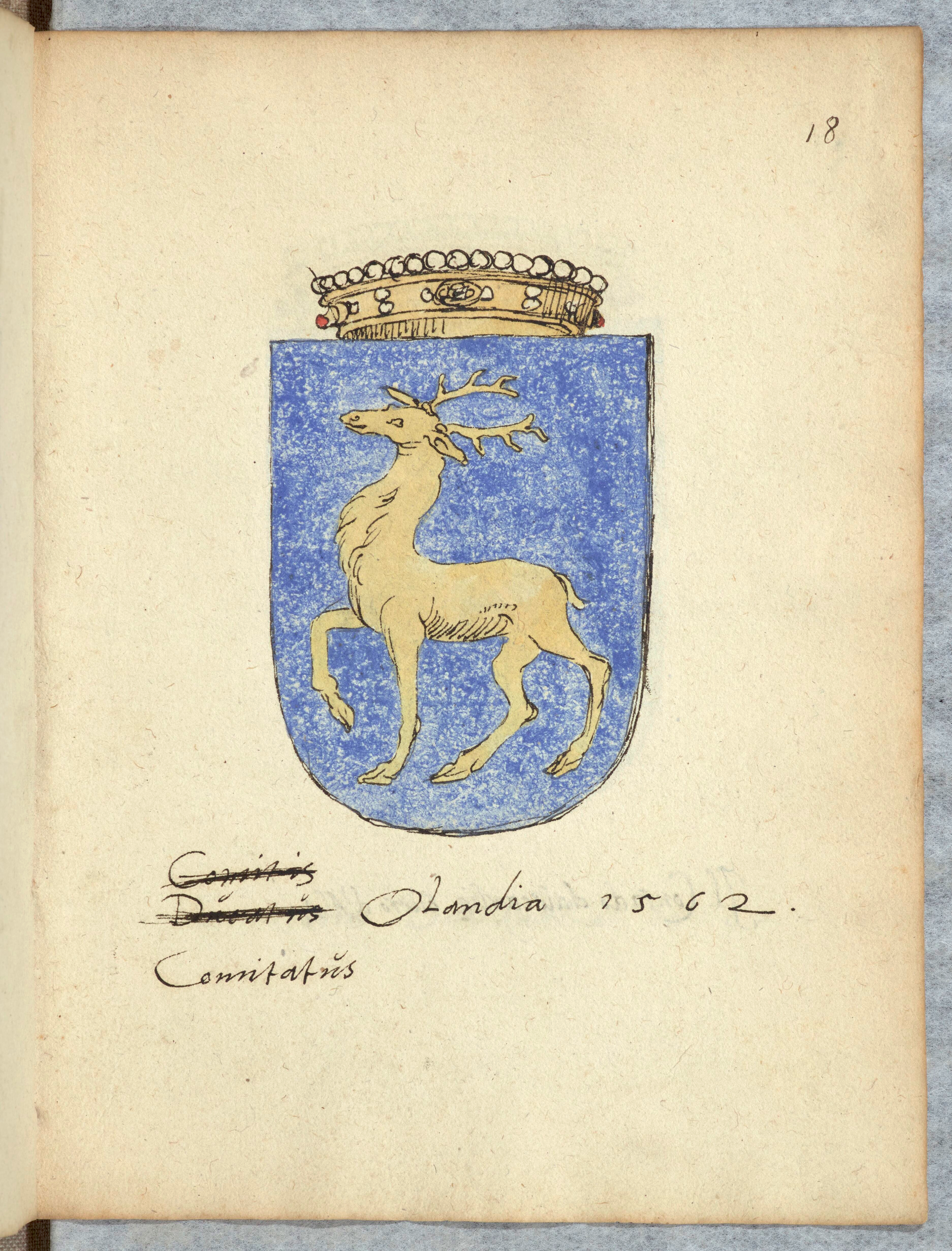
Герб Аландии из «Шведского гербовника» (Armorial suédois (1562)
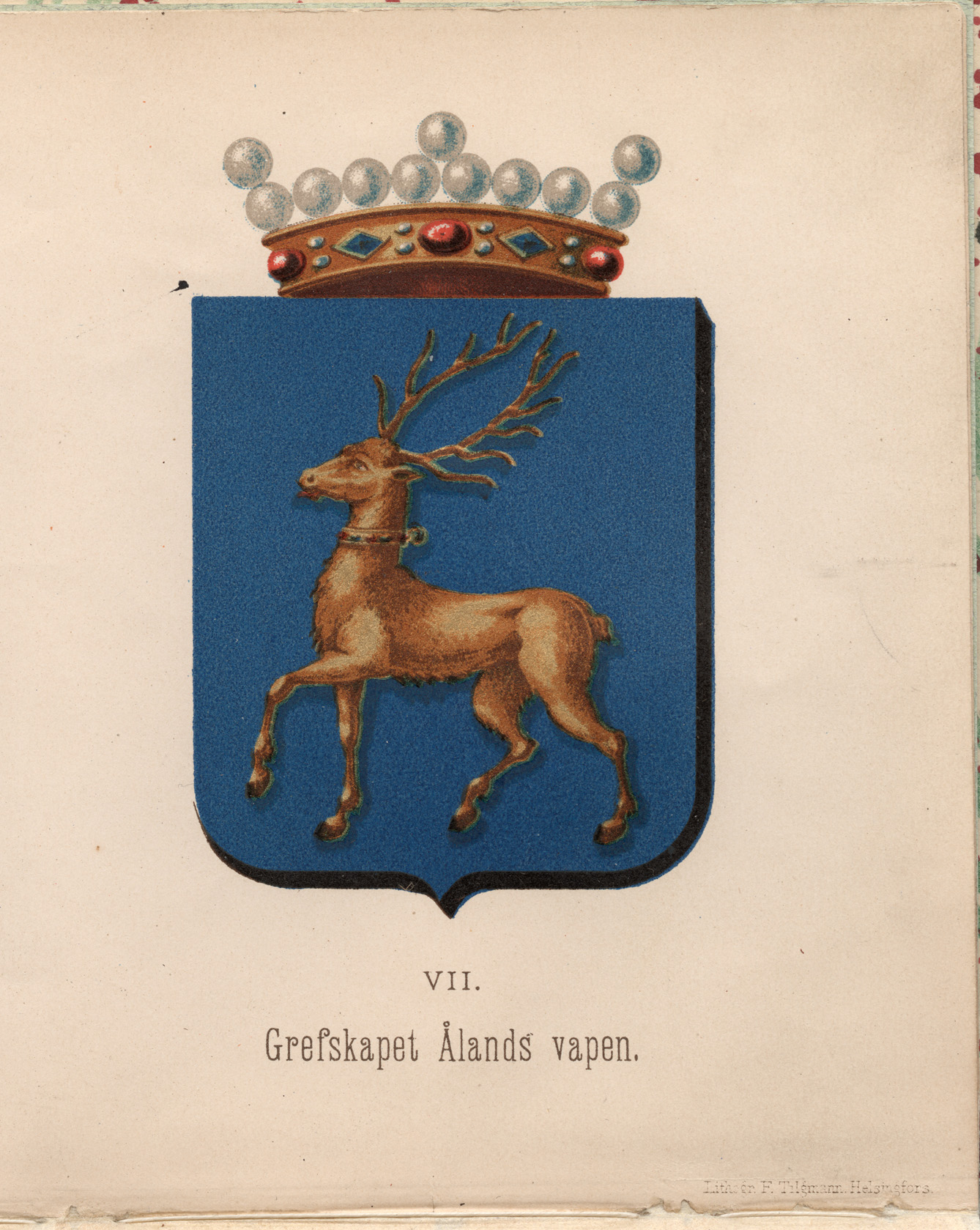
Герб Аландии работы Карла Боманссона[англ.] (1889)